# آپرمن، ان
آپرمن، ان (به فرانسوی: Apremont, Ain) یک کمون در فرانسه با جمعیت ۳۵۲ نفر است که در Canton of Nantua واقع شده‌است.